# Adetus lherminieri
Adetus lherminieri là một loài bọ cánh cứng trong họ Cerambycidae.